# Patrice Bailly-Salins
Patrice Bailly-Salins (n. 21 iunie 1964, Morez⁠(d), Franche-Comté⁠(d), Franța) este un biatlonist ce a reprezentat Franța, medaliat olimpic. A participat la 3 ediții ale Jocurilor Olimpice (1992, 1994, 1998) în care a câștigat o medalie de bronz.